# حسن عارفی
حسن عارفی (زاده ۱۳۱۵) پزشک و سیاستمدار ایرانی است.

## تحصیلات و فعالیت‌ها
عارفی دانش‌آموخته دبیرستان هدف و تخصص پزشکی در رشته اطفال - داخلی را از دانشگاه نیویورک و مدرک فوق‌تخصص قلب و عروق و طب دوران بلوغ را نیز در آمریکا به پایان رسانده‌است. او عضو پیوسته فرهنگستان علوم پزشکی است. او همچنین پزشک معالج روح‌الله خمینی و نیز احمد خمینی بوده‌است.

## سمت‌ها
او نخستین رئیس دانشکده پزشکی دانشگاه تهران و سپس دومین رئیس دانشگاه تهران پس از انقلاب بود. عارفی در کابینه محمدعلی رجایی، وزیر علوم بود.